# Selezione della città organizzatrice dei XXII Giochi olimpici invernali
Per la selezione della città organizzatrice dei XXII Giochi olimpici invernali, numerose città esternarono il proprio interesse. Tra queste:
- Andorra la Vella
- Almaty
- Pyeongchang
- Erzurum
- Borjomi
- Salisburgo
- Grenoble
- Jaca
- Soči

- Harbin
- Iwata
- Innsbruck
- Monaco di Baviera
- Östersund
- Sarajevo
- Tromsø
- Zurigo

## Applicant cities
Tra le città sopra citate solo sette riuscirono a diventare applicant cities, ovvero le città che continuano il proprio percorso verso la candidatura, e possono presentare a una commissione di valutazione le proprie proposte per la manifestazione olimpica più nel dettaglio, consegnando il cosiddetto mini-bidbook, un libretto di presentazione della candidatura.
Le sette città erano:
- Almaty

La principale città ed ex capitale del paese dell'Asia centrale presentò una candidatura destando molta sorpresa. Il Kazakistan aveva l'intenzione di sfruttare questa opportunità per potenziare le sue infrastrutture, e diventare il paese chiave per gli sport invernali nella sua regione. La città è stata scelta dal Concilio Olimpico Asiatico per ospitare i Giochi Asiatici Invernali del 2011.
- Borjomi

Il presidente della Georgia, Mikhail Saakashvili, annunciò la candidatura del suo paese ai giochi il 22 luglio 2005. La città aveva e tuttora ha un grosso deficit riguardo alle infrastrutture sportive. Era la prima volta che la città georgiana si candidava come città organizzatrice di Giochi olimpici invernali.
- Jaca

Il 20 luglio 2005, il Comitato Olimpico Spagnolo presentò la candidatura della città ai Giochi. Era la quarta volta (dopo il 1998, il 2002 e il 2010) che la località aragonese si candidava all'organizzazione dei Giochi, puntando a portare per la prima volta questa grande manifestazione sui Pirenei. Uno dei problemi principali della candidatura è stato il fatto che le cerimonie di apertura e chiusura avrebbero avuto luogo in Saragozza (a 142 km), contravvenendo alle disposizioni olimpiche. Inoltre la candidatura è stata considerata troppo "dispersa" e povera in termini di trasporti (vedere la tabella delle votazioni).
- Iwata

Iwata si candidò ad ospitare i Giochi olimpici invernali del 2014, dopo la sconfitta, per soli tre voti, a favore di Vancouver per i XXI Giochi olimpici invernali (2010),
- Pyeongchang

La città coreana partì come una delle favorite, dopo che per un soffio non si aggiudicò per soli quattro voti l'organizzazione dei XXI Giochi olimpici invernali, assegnati a Vancouver. Presentò la sua candidatura ufficiale il 20 luglio 2005.
- Salisburgo

Anche la città austriaca di Salisburgo era stata già candidata per ospitare i XXI Giochi olimpici invernali, ma era stata eliminata nella prima votazione, avendo ricevuto solo 14 voti, nonostante fosse una delle città favorite. La sua candidatura per il 2014 prevedeva anche il sito di Schönau am Königssee, Germania.
- Soči

Dopo la sconfitta di Mosca per l'organizzazione dei Giochi della XXX Olimpiade, il primo ministro russo Vladimir Putin annunciò la candidatura di questo centro invernale sulle coste del Mar Nero. La candidatura di Soči prevedeva anche il coinvolgimento del centro invernale di Krasnaja Poljana, a soli 45 chilometri dalla città, inaugurato nel corso del 2007.
Ed ecco i logo delle città che non sono riuscite ad assicurarsi il titolo di città candidata:

### Report di selezione delle città candidate
Proponiamo qui di seguito uno schematico riassunto dei "voti" ricevuti dalle candidature per i XXII Giochi olimpici invernali, estrapolato dal report del Comitato Olimpico Internazionale per la selezione delle tre città candidate (28 aprile 2006).
Le votazioni tecniche si esprimono in un range, da un valore minimo a uno massimo, in una scala da 0 a 10. Ogni voce è pesata con uno specifico valore che sta a definire l'importanza della voce stessa.
| Città                                           | Soči | Soči | Salisburgo | Salisburgo | Jaca | Jaca | Almaty | Almaty | Pyeongchang | Pyeongchang | Iwata | Iwata | Borjomi | Borjomi | Peso |
| Range                                           | min  | max  | min        | max        | min  | max  | min    | max    | min         | max         | min   | max   | min     | max     |      |
| Supporto governativo, léggi e opinione pubblica | 6,6  | 7,5  | 6,6        | 7,2        | 7,3  | 8,1  | 4,7    | 5,9    | 7,9         | 8,5         | 5,1   | 6,4   | 4,5     | 5,6     | 2    |
| Infrastrutture generiche                        | 5,8  | 6,9  | 7,9        | 8,6        | 4,8  | 6,0  | 6,3    | 7,9    | 6,4         | 7,6         | 4,2   | 5,3   | 2,7     | 4,2     | 5    |
| Impianti sportivi                               | 5,5  | 7,1  | 7,2        | 8,4        | 5,0  | 6,6  | 4,7    | 6,9    | 6,8         | 8,1         | 3,6   | 5,4   | 3,4     | 4,9     | 4    |
| Villaggio Olimpico                              | 7,4  | 8,6  | 7,9        | 8,9        | 4,2  | 6,5  | 6,5    | 8,0    | 5,2         | 7,2         | 4,8   | 6,5   | 5,5     | 7,2     | 3    |
| Condizioni e impatto ambientale                 | 4,9  | 6,6  | 7,8        | 8,7        | 5,2  | 6,6  | 4,9    | 6,6    | 6,4         | 8,0         | 2,5   | 4,5   | 2,0     | 4,5     | 2    |
| Alloggi                                         | 7,3  | 7,3  | 9,6        | 9,6        | 4,3  | 4,8  | 4,9    | 5,9    | 9,6         | 9,6         | 3,9   | 4,1   | 3,0     | 4,1     | 5    |
| Trasporti                                       | 5,9  | 7,7  | 7,1        | 8,6        | 2,6  | 4,3  | 7,6    | 8,8    | 6,5         | 8,0         | 2,6   | 4,3   | 2,2     | 4,3     | 3    |
| Sicurezza                                       | 6,0  | 6,7  | 7,6        | 8,2        | 6,8  | 7,3  | 6,0    | 6,5    | 7,4         | 8,1         | 4,3   | 5,3   | 3,4     | 4,7     | 3    |
| Esperienza da eventi altri sportivi             | 5,2  | 7,2  | 8,6        | 9,6        | 6,8  | 8,4  | 3,8    | 5,4    | 8,0         | 9,0         | 5,4   | 7,0   | 2,0     | 4,0     | 2    |
| Finanze                                         | 6,0  | 6,8  | 7,0        | 8,0        | 6,5  | 8,0  | 5,6    | 6,8    | 6,2         | 7,6         | 4,6   | 5,8   | 2,8     | 3,5     | 3    |
| Progetto totale e eredità                       | 5,0  | 7,0  | 8,0        | 9,0        | 3,0  | 5,0  | 4,0    | 7,0    | 7,0         | 8,0         | 3,0   | 5,0   | 2,0     | 4,0     | 3    |
| ----------------------------------------------- | ---- | ---- | ---------- | ---------- | ---- | ---- | ------ | ------ | ----------- | ----------- | ----- | ----- | ------- | ------- | ---- |

Il risultato finale ha quindi promosso Soči, Salisburgo e Pyeongchang rispettivamente con punteggi nei range (6.1, 7.1), (8.1, 8.6) e (7.5, 8.1).
Una mozione particolare è stata riservata alla candidatura di Almaty, che ha conseguito un risultato fuori dalle aspettative; il comitato così si esprime in proposito: "Sebbene proponga un buon concetto, la proposta di Almaty tuttavia comporta un certo numero di sfide e rischi, come riflette il fatto che il voto finale sta a cavallo della soglia" (della sufficienza - infatti la candidatura riceve una votazione nel range (5.5, 6.4) ndr).
Come da previsioni invece la proposta di Borjomi risulta essere quella meno riuscita, non raggiungendo un massimo di quattro decimi.

#### Commissione di valutazione
- Chiharu Igaya, presidente della commissione e vicepresidente del CIO
- Gilbert Felli, direttore esecutivo dei Giochi Olimpici
- Kai Holm, membro del CIO
- Prince of Orange, membro del CIO
- Walther Troger, membro del CIO
- Beckie Scott,  membro del CIO, rappresentante degli atleti
- Dwight Bell, rappresentante del NOC
- Jan-Ake Edvinsson, rappresentante dell'IF
- Miguel Sagarra, rappresentante dell'IPC
- Luciano Barra, ex rappresentante dell'OCOG
- Rémy Charmetant, ex rappresentante dell'OCOG
- Oskar Fischer, federazione internazionale di sci
- Jose Luis Marcò, aspetti legali
- Simon Balderstone, aspetti ambientali
- Philippe Bovy, delegato dei trasporti
- Jacqueline Barrett, capo del CIO delle relazioni sulle candidature
- Sophie Skeels, membro della commissione CIO sulle relazioni sulle candidature
- Helen Stewart, membro della commissione CIO sulle relazioni sulle candidature

## Città Candidate
Dopo il processo di selezione, poterono fregiarsi del titolo di città candidate solo le tre città di:
- Pyeongchang
- Salisburgo
- Soči

Di seguito ne presentiamo i logo e le proposte di sito:
|                  | Pyeongchang | Salisburgo | Soči |
| Logo             |             |            |      |
| Proposta di sito |             |            |      |
| ---------------- | ----------- | ---------- | ---- |

### Calendario dell'assegnazione
- 10 gennaio 2007 - Presentazione dei bid books per la candidatura definitiva
- 14 febbraio - 17 febbraio - Visita a Pyeongchang
- 20 febbraio - 23 febbraio - Visita a Soči
- 14 marzo - 17 marzo - Visita a Salisburgo
- giugno - Il CIO rilascia il documento di valutazione
- 4 luglio - Elezione della vincitrice

## Votazione finale
Il 4 luglio 2007 s'è svolta a Città del Guatemala (Guatemala), la 119ª sessione del CIO in cui è stata proclamata la città organizzatrice dei Giochi olimpici invernali 2014.
La presentazione di Soči ha potuto contare sull'appoggio del presidente Vladimir Putin e di video incentrati sulla tradizione sportiva russa. Salisburgo ha invece puntato sulla qualità tecnica della proposta olimpica austriaca, sulla sicurezza e sulla tradizione alpina. La coreana Pyeongchang invece ha avuto l'appoggio del campione olimpico Alberto Tomba per la presentazione dei progetti, puntando soprattutto su tecnologia e emotività.
Il presidente Jacques Rogge decise di non votare, facendo scendere il numero di membri votanti a 99. La prima votazione ha visto la città di Salisburgo eliminata come la candidata che ha ricevuto il minor numero di voti (25). Al secondo turno la città di Soči è risultata essere la candidata con maggiori voti (51), vedendosi così assegnare l'organizzazione della XXII Olimpiade Invernale.